# Berlín (Ohio)
Berlín es un lugar designado por el censo ubicado en el condado de Holmes en el estado estadounidense de Ohio. En el Censo de 2010 tenía una población de 898 habitantes y una densidad poblacional de 245,55 personas por km².

## Geografía
Berlín se encuentra ubicado en las coordenadas 40°34′1″N 81°48′20″O / 40.56694, -81.80556. Según la Oficina del Censo de los Estados Unidos, Berlín tiene una superficie total de 3.66 km², de la cual 3.65 km² corresponden a tierra firme y (0.07%) 0 km² es agua.

## Demografía
Según el censo de 2010, había 898 personas residiendo en Berlín. La densidad de población era de 245,55 hab./km². De los 898 habitantes, Berlin estaba compuesto por el 98% blancos, el 0.45% eran afroamericanos, el 0.11% eran amerindios, el 0.67% eran asiáticos, el 0% eran isleños del Pacífico, el 0.11% eran de otras razas y el 0.67% pertenecían a dos o más razas. Del total de la población el 0.89% eran hispanos o latinos de cualquier raza.